# Radula (planta)
Radula es un género de hepáticas perteneciente a la familia Radulaceae. Comprende 278 especies descritas y de estas, solo 16 aceptadas.

## Taxonomía
El género fue descrito por Barthélemy Charles Joseph Dumortier y publicado en Commentationes Botanicae 112. 1822. La especie tipo es: Radula complanata (L.) Dumort.

## Especies aceptadas
A continuación se brinda un listado de las especies del género Radula (planta) aceptadas hasta julio de 2014, ordenadas alfabéticamente. Para cada una se indica el nombre binomial seguido del autor, abreviado según las convenciones y usos.	
- Radula aneurysmalis (Hook. f. & Taylor) Gottsche, Lindenb. & Nees
- Radula appressa Mitt.
- Radula aquilegia (Hook. f. & Taylor) Gottsche, Lindenb. & Nees
- Radula boryana (F. Weber) Nees
- Radula buccinifera (Hook. f. & Taylor) Gottsche, Lindenb. & Nees
- Radula dentata (Mitt.) Mitt.
- Radula flaccida Lindenb. & Gottsche
- Radula flavifolia (Hook. f. & Taylor) Gottsche, Lindenb. & Nees
- Radula formosa (C.F.W. Meissn. ex Spreng.) Nees
- Radula helix (Hook. f. & Taylor) Gottsche, Lindenb. & Nees
- Radula holstiana Stephani
- Radula macroloba Stephani
- Radula madagascariensis Gottsche
- Radula opaciuscula (Spruce) Castle
- Radula pallens (Sw.) Nees & Mont.
- Radula quadrata Gottsche